# Le Vivier-sur-Mer
Pour les articles homonymes, voir Vivier (homonymie).
Le Vivier-sur-Mer est une commune française située dans le département d'Ille-et-Vilaine en région Bretagne et peuplée de 1 062 habitants. Il s'agit du principal centre de production de moules de Bretagne nord.

## Géographie

### Situation
|       | La Manche      |          |
|       | Vivier-sur-mer |          |
| Hirel |                | Mont-Dol |

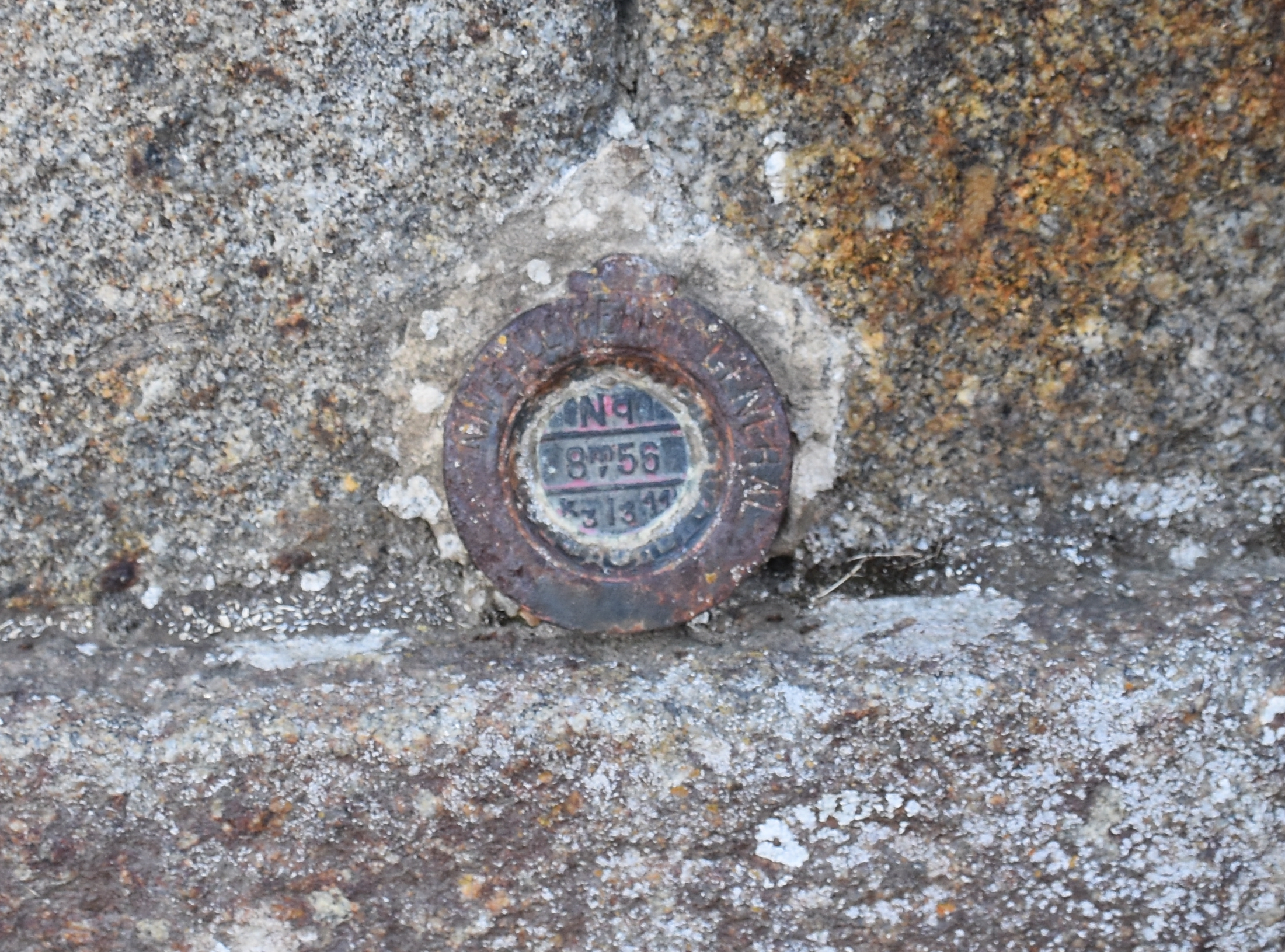
Borne de nivellement sur l'église.
Altitude 8 m 56.

Le territoire du Vivier-sur-Mer a une forme de triangle, la base au nord s'appuyant sur la mer, la pointe s'élançant à moins de cinq kilomètres, à travers champs, entre les communes de Hirel et de Mont-Dol.

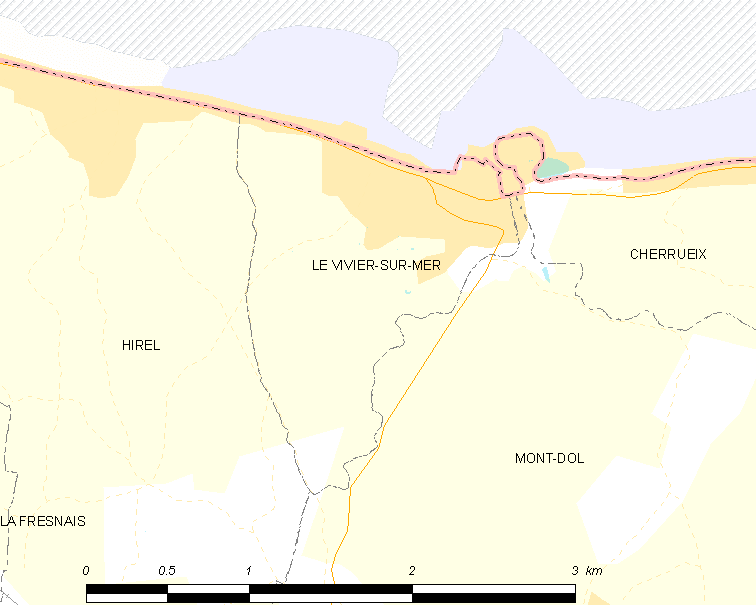
Carte de la commune.

Le Vivier a pour limites, au nord, la baie de Cancale, à l'est et au sud-est le biez Guyoult qui sépare son territoire de ceux de Cherrueix et du Mont-Dol, l'ouest le chemin des Moulins, le croisé des Cancales, le chemin de la Planche, qui l'unissent à Hirel.

### Relief et hydrographie
Le Guyoult, court fleuve côtier, borde la commune à l'est.

### Le risque de submersion marine
Selon un index global correspondant à l'agrégation de 5 critères effectué en 2011 par l'Observatoire National des Risques Naturels, Le Vivier-sur-Mer est la septième commune de Bretagne la plus exposée au risque de submersion marine avec 100 % de sa population totale concernée et 8,47 hectares de bâti exposé au risque de submersion.

### Hydrographie
Pour un article plus général, voir Réseau hydrographique d'Ille-et-Vilaine.
La commune est située dans le bassin Loire-Bretagne. Elle est drainée par le Guyoult, le canal des planches, le biez de Cardequin,,.
Le Guyoult, d'une longueur de 33 km, prend sa source dans la commune de Cuguen et se jette  dans la Manche sur la commune et de Mont-Dol, après avoir traversé dix communes. 

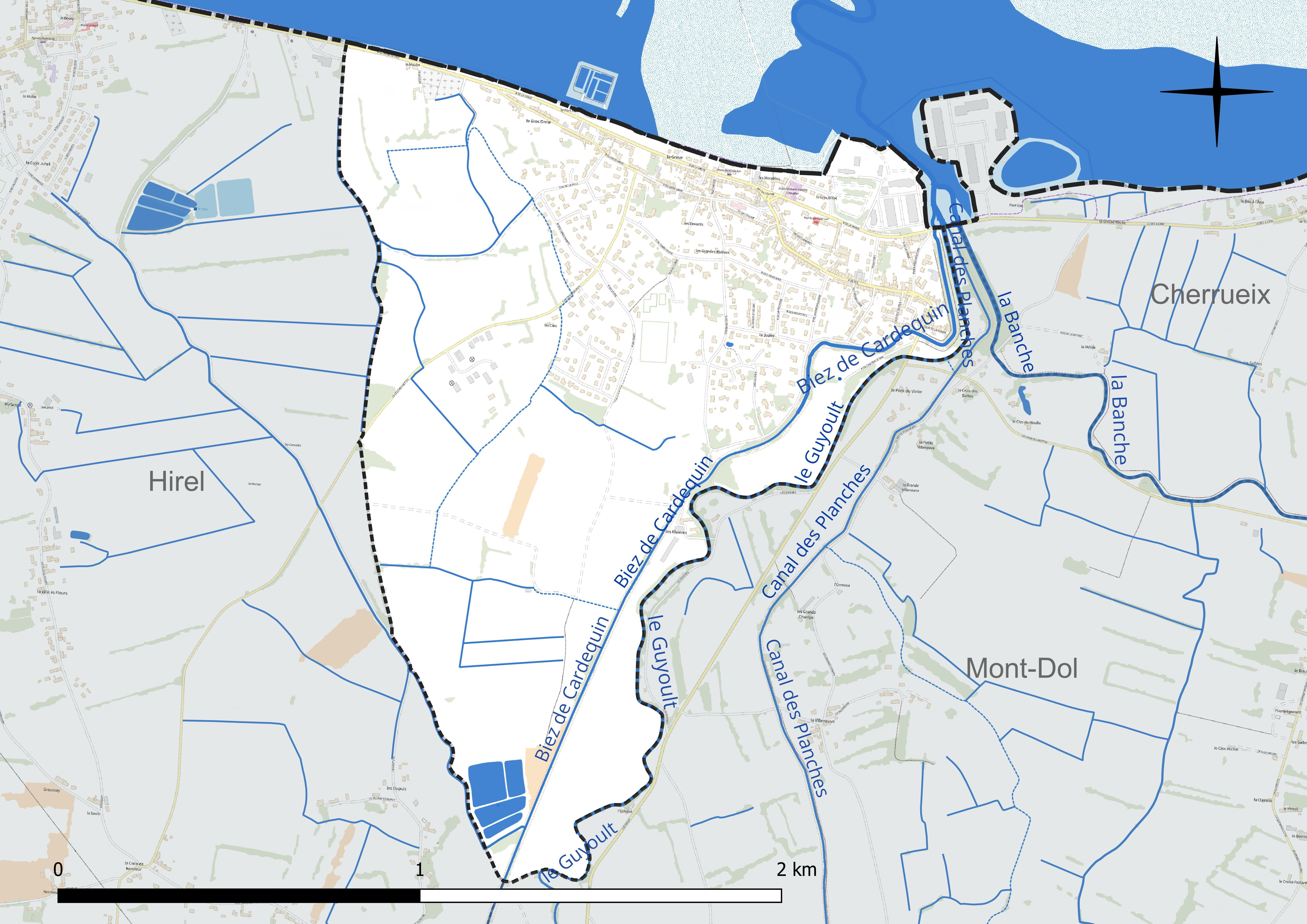
Réseau hydrographique du Vivier-sur-Mer.

### Climat
Pour des articles plus généraux, voir Climat de la Bretagne et Climat d'Ille-et-Vilaine.
En 2010, le climat de la commune est de type climat océanique franc, selon une étude du CNRS s'appuyant sur une série de données couvrant la période 1971-2000. En 2020, Météo-France publie une typologie des climats de la France métropolitaine dans laquelle la commune est exposée à un climat océanique et est dans la région climatique  Bretagne orientale et méridionale, Pays nantais, Vendée, caractérisée par une faible pluviométrie en été et une bonne insolation. Parallèlement l'observatoire de l'environnement en Bretagne publie en 2020 un zonage climatique de la région Bretagne, s'appuyant sur des données de Météo-France de 2009. La commune est, selon ce zonage, dans la zone « Intérieur  », exposée à un climat médian, à dominante océanique.  
Pour la période 1971-2000, la température annuelle moyenne est de 11,7 °C, avec une amplitude thermique annuelle de 12 °C. Le cumul annuel moyen de précipitations est de 718 mm, avec 12,1 jours de précipitations en janvier et 6,7 jours en juillet. Pour la période 1991-2020, la température moyenne annuelle observée sur la station météorologique la plus proche, située sur la commune de Pontorson à 20 km à vol d'oiseau, est de 11,9 °C et le cumul annuel moyen de précipitations est de 821,3 mm,. Pour l'avenir, les paramètres climatiques de la commune estimés pour 2050 selon différents scénarios d'émission de gaz à effet de serre sont consultables sur un site dédié publié par Météo-France en novembre 2022.

## Urbanisme

### Typologie
Au 1er janvier 2024, Le Vivier-sur-Mer est catégorisée bourg rural, selon la nouvelle grille communale de densité à sept niveaux définie par l'Insee en 2022.
Elle est située hors unité urbaine. Par ailleurs la commune fait partie de l'aire d'attraction de Saint-Malo, dont elle est une commune de la couronne,. Cette aire, qui regroupe 35 communes, est catégorisée dans les aires de 50 000 à moins de 200 000 habitants,.
La commune, bordée par la Manche, est également une commune littorale au sens de la loi du 3 janvier 1986, dite loi littoral. Des dispositions spécifiques d'urbanisme s'y appliquent dès lors afin de préserver les espaces naturels, les sites, les paysages et l'équilibre écologique du littoral, tel le principe d'inconstructibilité, en dehors des espaces urbanisés, sur la bande littorale des 100 mètres, ou plus si le plan local d'urbanisme le prévoit.

### Occupation des sols
L'occupation des sols de la commune, telle qu'elle ressort de la base de données européenne d'occupation biophysique des sols Corine Land Cover (CLC), est marquée par l'importance des territoires agricoles (67,1 % en 2018), en diminution par rapport à 1990 (70,7 %). La répartition détaillée en 2018 est la suivante : 
terres arables (61,6 %), zones urbanisées (32,8 %), zones agricoles hétérogènes (5,4 %), zones humides côtières (0,1 %). L'évolution de l'occupation des sols de la commune et de ses infrastructures peut être observée sur les différentes représentations cartographiques du territoire : la carte de Cassini (XVIIIe siècle), la carte d'état-major (1820-1866) et les cartes ou photos aériennes de l'IGN pour la période actuelle (1950 à aujourd'hui).

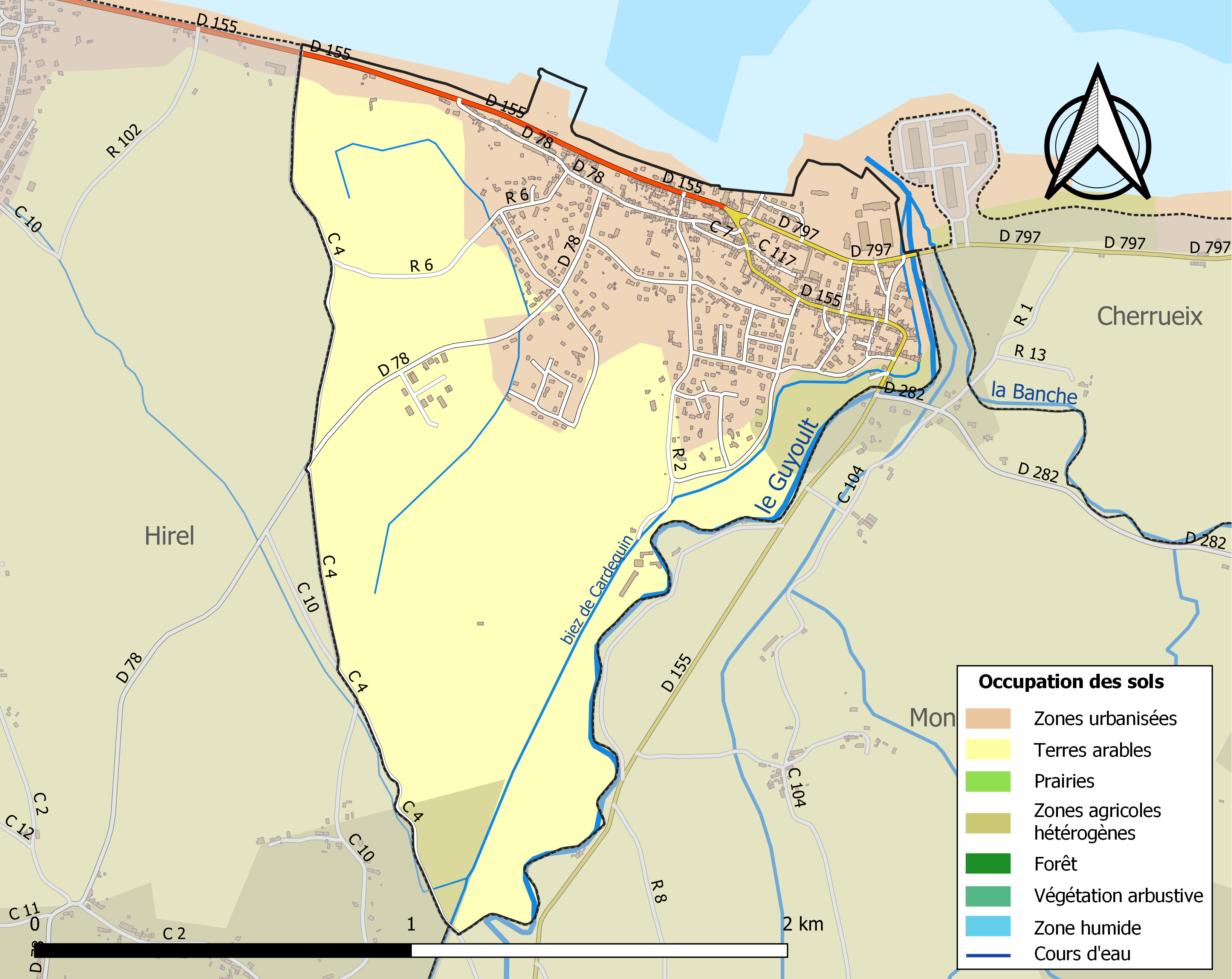
Carte des infrastructures et de l'occupation des sols de la commune en 2018 (CLC).

## Toponymie
Le nom de la localité est attesté sous les formes Vivarium en 1181, Le Vivier du Hirel en 1513, parochia de Vivario Hireilli en 1516.
Vivarium en 1181, « vivier ». Ce mot désignait une pièce d'eau d'abord aménagée par un simple barrage de branchages ou de pierres puis maçonné sur un cours d'eau où l'on se contentait de nourrir le poisson avant de le pêcher puis « vivier » a fini par désigner une construction spécialement destinée à l'élevage des poissons, les deux conceptions ayant bien sûr pu être contemporaines, ce qui rend difficile l'explication exacte des toponymes.
Le 3 décembre 1888, Le Vivier devient Le Vivier-sur-Mer.

## Histoire
Le Vivier-sur-Mer est située sur la côte, environ au centre de la baie du mont Saint-Michel-Cancale. Il est cité un port du nom de « Winiau » à l'embouchure du Guyoult, ou débarqua saint Colomban au Ve siècle et saint Samson de Dol au VIe siècle.
La paroisse du Vivier faisait partie du doyenné de Dol relevant de l'évêché de Dol et était sous le vocable de saint Nicolas.
L'abbaye Notre-Dame du Tronchet possédait des biens dans la paroisse du Vivier.

### La Révolution
Le Vivier est érigé en commune en 1790.
À la Révolution, Le Vivier-sur-Mer est jugé assez important pour être constitué chef-lieu de canton. Les registres de l'état civil, pendant quelques années, porte cette mention : « Registre du secrétaire de l'administration municipale du canton du Vivier pour transcrire les actes de décès sur les notices des agents des communes en exécution de la loi du 22 frimaire an VII (14 décembre 1799) ». Dans ces registres, on relève les actes de naissances, de mariages et de décès des communes voisines de Hirel, Vildé-la-Marine, La Fresnais, Lillemer, appartenant au canton du Vivier. La population de la commune est favorable aux changements apportés par la Révolution française, surtout après la fin de la Terreur. La principale fête révolutionnaire est celle célébrant l'anniversaire de l'exécution de Louis XVI, accompagnée d'un serment de haine à la royauté et à l'anarchie, fêtée à partir de 1795.

## Politique et administration

### Liste des maires
| Période                                  | Période                   | Identité          | Étiquette | Qualité                                                      |
| ---------------------------------------- | ------------------------- | ----------------- | --------- | ------------------------------------------------------------ |
| Les données manquantes sont à compléter. |                           |                   |           |                                                              |
| 1949                                     | janvier 1974 (décès)      | André Busson      |           | Mareyeur Officier des Palmes Académiques                     |
| février 1974                             | mars 1983                 | Alexis Hodbert    |           | Mytiliculteur, maire honoraire                               |
| mars 1983                                | septembre 1991 (décès)    | Francis Chevalier |           | Directeur d'école honoraire Chevalier des Palmes académiques |
| novembre 1991                            | mars 2014                 | Gérard Salardaine |           | Mytiliculteur                                                |
| mars 2014                                | décembre 2016 (démission) | Arnaud Barbé      | SE        | Conchyliculteur                                              |
| décembre 2016                            | 28 mai 2020               | Gérard Salardaine | SE        | Ancien mytiliculteur                                         |
| 28 mai 2020                              | En cours                  | Carole Cerveau    |           | Assistante d'éducation                                       |

### Jumelages
- Cambados (Espagne) depuis 1996[26].

## Démographie

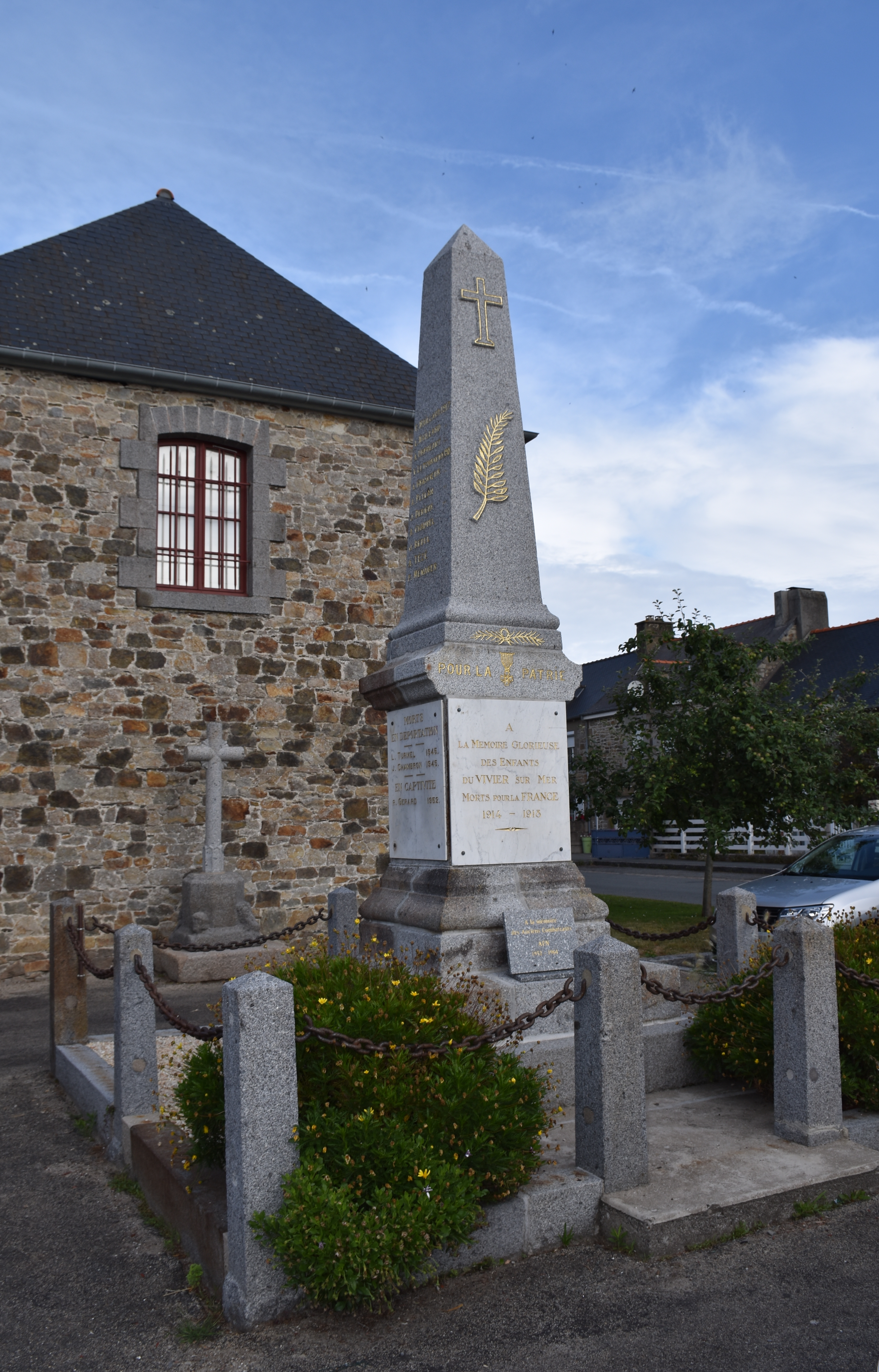
Le monument aux morts.

L'évolution du nombre d'habitants est connue à travers les recensements de la population effectués dans la commune depuis 1793. Pour les communes de moins de 10 000 habitants, une enquête de recensement portant sur toute la population est réalisée tous les cinq ans, les populations de référence des années intermédiaires étant quant à elles estimées par interpolation ou extrapolation. Pour la commune, le premier recensement exhaustif entrant dans le cadre du nouveau dispositif a été réalisé en 2005.
En 2022, la commune comptait 1 062 habitants, en évolution de +1,63 % par rapport à 2016 (Ille-et-Vilaine : +5,46 %, France hors Mayotte : +2,11 %).
| 1793 | 1800 | 1806 | 1821 | 1831 | 1836 | 1841 | 1846 | 1851 |
| ---- | ---- | ---- | ---- | ---- | ---- | ---- | ---- | ---- |
| 580  | 547  | 607  | 725  | 769  | 845  | 847  | 885  | 958  |

| 1856  | 1861 | 1866  | 1872  | 1876 | 1881 | 1886 | 1891 | 1896 |
| ----- | ---- | ----- | ----- | ---- | ---- | ---- | ---- | ---- |
| 1 114 | 936  | 1 019 | 1 000 | 972  | 918  | 882  | 818  | 775  |

| 1901 | 1906 | 1911 | 1921 | 1926 | 1931 | 1936 | 1946 | 1954 |
| ---- | ---- | ---- | ---- | ---- | ---- | ---- | ---- | ---- |
| 775  | 844  | 845  | 757  | 715  | 648  | 613  | 610  | 600  |

| 1962 | 1968 | 1975 | 1982 | 1990  | 1999  | 2005  | 2006  | 2010  |
| ---- | ---- | ---- | ---- | ----- | ----- | ----- | ----- | ----- |
| 729  | 793  | 753  | 914  | 1 012 | 1 009 | 1 019 | 1 023 | 1 014 |

| 2015  | 2020  | 2022  | - | - | - | - | - | - |
| ----- | ----- | ----- | - | - | - | - | - | - |
| 1 049 | 1 063 | 1 062 | - | - | - | - | - | - |

## Économie

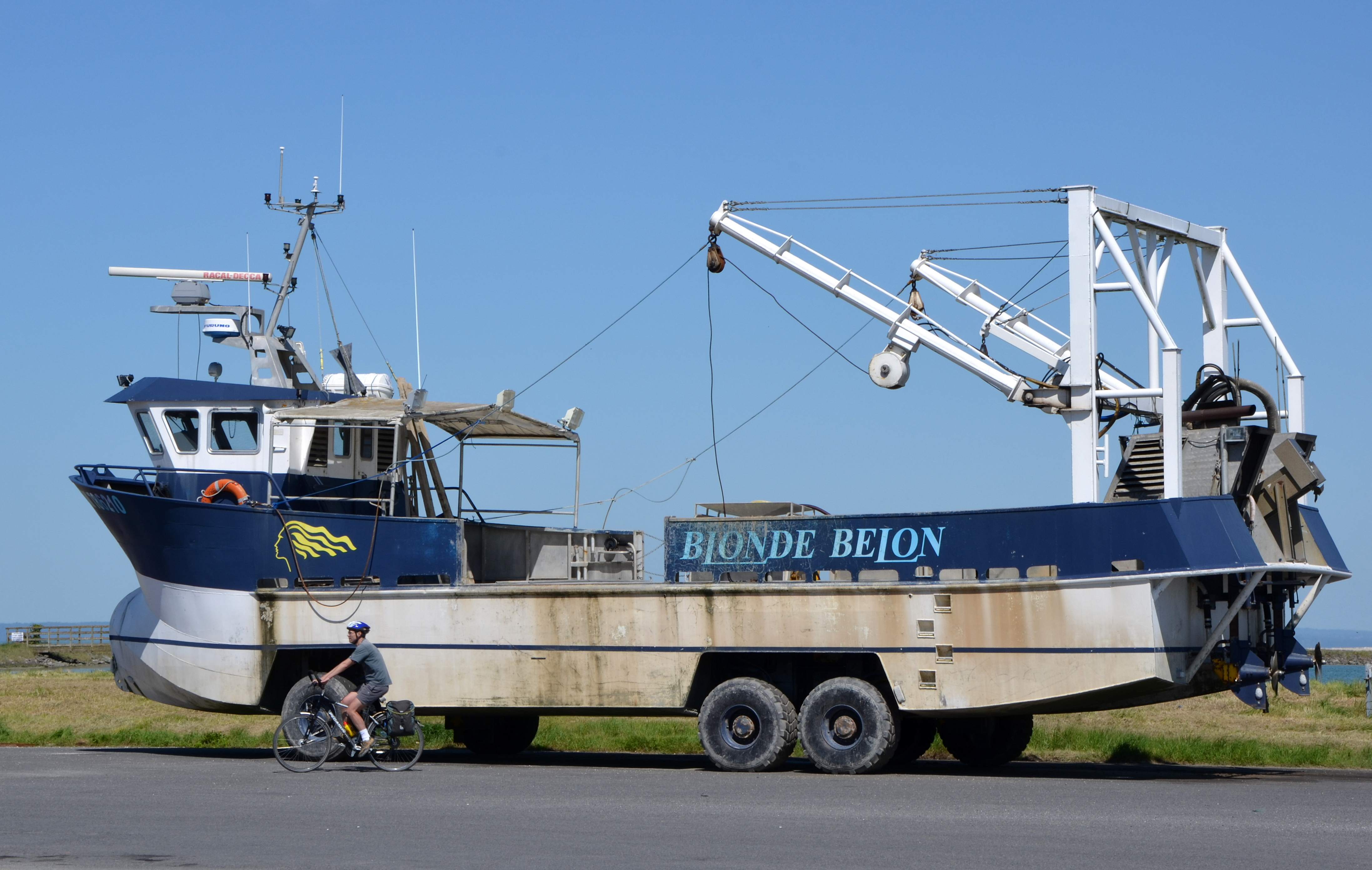
Véhicule amphibie utilisé par les mytiliculteurs.

Le Vivier-sur-Mer est le centre de la mytiliculture (élevage des moules) dans la baie du mont Saint-Michel. En 2005, l'activité des exploitants installés sur la commune produisait 9 000 tonnes de moules (plus de 10 % de la production française). La mytiliculture, contrairement à l'ostréiculture (culture de l'huître) est d'apparition récente (1954) et résulte du transfert du savoir-faire de mytiliculteurs venus des sites de Charente qui ont apporté la technique de l'élevage sur bouchots et initié l'importation du naissain depuis la côte atlantique car les moules ne se reproduisent pas dans la baie. Les sites de culture se sont déplacés en partie vers l'est (banc des Hermelles) pour faire face à l'expansion de l'activité et diminuer la densité de l'élevage vectrice de maladies ; celles-ci ont fait baisser à plusieurs reprises la production dans des proportions très importantes (jusqu'à 50 %). Compte tenu de l'ampleur des marées dans la région, les distances entre la côte et les bancs de moules sont considérables. Les mytiliculteurs du Vivier-sur-Mer utilisent des engins amphibies pour se rendre sur les zones d'exploitation en s'affranchissant des horaires des marées. L'économie de la moule a entrainé une expansion démographique significative de la population de la commune.

## Lieux et monuments

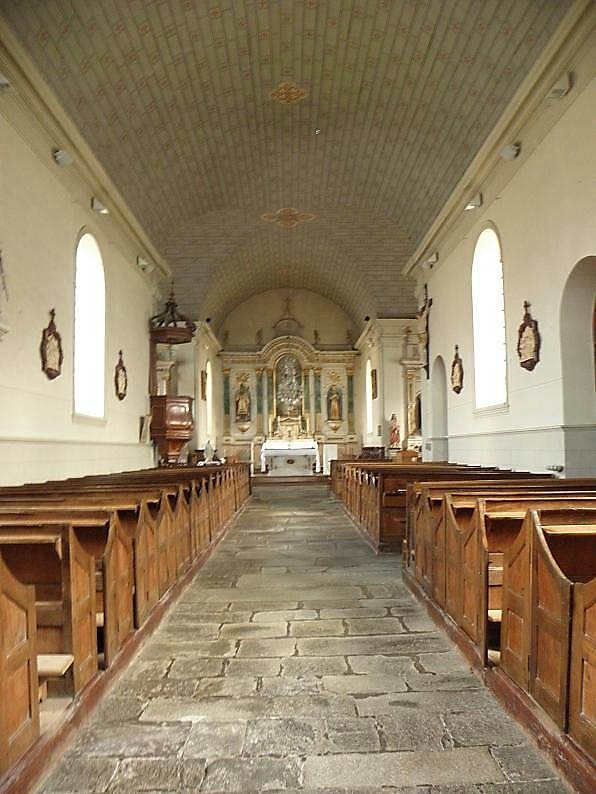
Intérieur de l'église Saint-Nicolas du Vivier-sur-Mer.

- L'église Saint-Nicolas, de style néo-classique : massif occidental et tour de 1839, corps de l'édifice érigé par l'architecte malouin Jean-Gabriel Frangeul en 1848[32].